# Hilda och Alfred Erikssons pris
Hilda och Alfred Erikssons pris är en utmärkelse som utdelas årligen av Kungliga Vetenskapsakademin som belöning för framstående forskningsinsatser inom medicin. Prissumman är 495.000 kronor (2025).

## Pristagare
2025: Kristoffer Hellstrand, ”för grundläggande, translationell och klinisk forskning ledande till NK- och T-cellsaktiverande immunterapi vid akut myeloisk leukemi”.
2024: Christopher Gillberg, ”för internationellt ledande pionjärinsatser som lett till förbättrad förståelse för, samt diagnostik och behandling av ADHD och autismspektrum-störningar hos barn och ungdomar”.
2023: Oskar Hansson, ”för hans världsledande forskning med att utveckla nya metoder för tidig diagnos av Alzheimers sjukdom vilket skapat förutsättningar för tidigt insättande och utvärdering av behandling”.
2022: Eva Hellström Lindberg, ”för sin omfattande forskning som har lett till bättre vård och behandling av patienter med myelodysplastiskt syndrom”.
2021: Jan-Inge Henter, ”för sin innovativa forskning om diagnostik och behandling av primär och sekundär histiocytos och hyperinflammation vilket har lett till ökad överlevnad och mindre morbiditet”.
2020: Pernilla Lagergren, tillsammans med Jesper Lagergren, ”för viktiga bidrag till förståelse av matstrupscancer och dess sjukdomsbild, behandling, livskvalitet och överlevnad”.
2019: Klas Kärre, ”för viktiga bidrag till basal och tillämpad immunologi med inriktning mot tumör-, transplantations- och infektionsimunnologi”.
2018: Anna Martling, ”för banbrytande kirurgisk forskning om kolorektal cancer”.
2017: Mats Wahlgren, ”för att ha ökat vår förståelse om malariaparasiten Plasmodium falciparum på molekylär nivå och för att ha identifierat faktorer som bidrar till att allvarligare former av sjukdomen utvecklas hos vissa individer, upptäckter som utgör basen för helt nya behandlingsstrategier”.
2016: Johan Ericson, tillsammans med Thomas Perlmann, ”för [dennes] upptäckter som visar hur nervceller mognar i hjärnan till att producera viktiga signalsubstanser och fynd som lägger grund för utveckling av nya terapier vid neurodegenerativa och psykiatriska sjukdomar”.
2015: Per Westermark, ”för sina viktiga upptäckter rörande amyloidos, dess struktur och koppling till sjukdom”.
2014: Patrik Rorsman, ”för betydelsefulla bidrag till vår förståelse av regleringen av insulin- och glukagonsekretionen i de Langerhanska öarna. Hans studier har bland annat visat hur sulfonylurea, som ingår i flera av de vanligaste läkemedlen vid typ 2 diabetes, verkar på molekylär nivå”.
2013: Maria Masucci, ”för betydelsefulla bidrag till vår förståelse om hur virus kan vara involverade i utvecklingen av många cancersjukdomar. Hennes studier har visat att vissa virus, som ofta ger symptomlösa långvariga infektioner, lurar kroppens immunsystem och reglering av celldelning och därigenom kan bidra till utvecklingen av cancerceller.”.
2012: Leif Andersson, ”för sina epokgörande studier där han har utnyttjat husdjuravel som lett till förståelse av de molekylära mekanismerna bakom flera mänskliga sjukdomar, bl.a. typ 2 diabetes”.
2011: Jonas Frisén, ”Jonas Friséns forskningsgärning kännetecknas av stor kreativitet och nydanande metodutveckling som kan få stor betydelse för förståelse av nervsystemets sjukdomar”.
2010: Leif Groop, ”för hans banbrytande forskning rörande typ 2 diabetes”.
2009: Lennart Hammarström, ”för [dennes] upptäckter rörande medfödda immunbristsjukdomar”.
2009: Edvard Smith, ”för [dennes] upptäckter rörande medfödda immunbristsjukdomar”.
2008: Nils-Göran Larsson, ”för hans banbrytande insatser inom mitokondrieforskningen”.
2007: Thomas Helleday, ”för studier av poly (ADP-ribos) polymeras och homolog rekombination – studier som kan förväntas bli av stor betydelse för framtida cancerbehandling”.
2006: Urban Ungerstedt, tillsammans med Leif Wide, ”för [dennes] metodutveckling inom mikrodialys respektive innunokemi”.
2005: Lars Björck, ”för hans banbrytande studier av de interaktioner som förekommer mellan värd och parasit, särskilt interaktionen mellan värdens och parasitens proteiner”.
2003: Lars Thelander, ”för grundläggande studier av ribonukleotidreduktas och besläktade enzymer – studier som gjort det möjligt för honom att utveckla nya principer för behandling av den afrikanska sömnsjukan”.
2002: Hans Bennich, tillsammans med S. Gunnar O. Johansson, ”för [dennes] upptäckt av immunoglobulin E och dess betydelse vid diagnos och behandling av allergiska sjukdomar”.
2001: Birger Blombäck, tillsammans med Margareta Blombäck, ”för [dennes] banbrytande studier av blodkoagulationens mekanismer och behandlingen av blödarsjuka”.
2000: Per Olof Berggren, ”för hans forskning över mekanismerna för insulinets frisättning”.
1999: Lars Hamberger, ”för hans forskning rörande in vitrofertilisering”.
1998: Tore Curstedt, tillsammans med Bengt Robertsson, ”för införandet av en effektiv och komplikationsfri behandling av andningsinsufficiens hos nyfödda och framförallt för tidigt födda barn med naturligt ytspänningsnedsättande medel”.
1997: Bengt Winblad, tillsammans med Lars Lannfelt, ”för [dennes] framstående studier av den molekylära mekanismen bakom Alzheimer-sjukdomen”.
1996: Berndt Ehinger, ”för framstående studier av retinas neuron och deras transmittorer”.
1995: Sven Ove Ögren, ”för hans framstående pionjärinsatser inom neurofarmakologin av stor betydelse för utvecklande av läkemedel som givit nya infallsvinklar på behandling av depressioner och schizofreni”.
1994: Bo Siesjö, ”för hans insatser vad gäller reglering av hjärnans metabolism”.
1993: Sven-Ivar Seldinger, ”för utarbetande av en speciell kateteriseringsteknik av epokgörande betydelse för nära nog alla medicinska verksamhetsfältoch särskilt radiologien, speciellt den terapeutiska (interventionella), för kardiologien och för urologien”.
1992: Tamas Bartfai, tillsammans med Håkan Persson, ”för [dennes] framstående insatser inom molekylär neurobiologi”.
1991: Per-Ingvar Brånemark, ”för hans studier av osseointergrering av titanimplantat”.
1990: Björn Vennström, ”för hans studier av onkgener”.
1989: Mathias Uhlén, ”för hans molekylärgenetiska studier av immunglobulinbindande proteiner från bakterier och deras utnyttjande för framställning av medicinskt viktiga substanser”.
1989: Dick Heinegård, ”för hans vetenskapliga insatser rörande kännedom om broskvävnadens kemi, fysiologi och patologi av stor vikt för behandling av kroniska ledsjukdomar”.
1988: Göran Akusjärvi, tillsammans med Göran Magnusson, ”för [dennes] studier rörande viruskromosomers uppbyggnad och förökning”.
1987: Per Wallén, tillsammans med Ingemar K. Björk, ”för [dennes] grundläggande forskningsarbete av betydelse för behandlingen av tromboser”.
1986: Hans Jörnvall, ”för hans djuplodande undersökningar angående proteiners kemiska struktur”.
1986: Bror Morein, ”för hans arbete rörande utveckling av nya metoder för framställning av potenta vacciner, som förväntas få stor betydelse för bekämpandet av infektiösa sjukdomar hos djur och människa”.
1985: Johan Stenflo, ”för hans upptäckter inom blodkoagulationens kemi”.
1985: Arvid Carlsson, ”för hans kartläggning av psykofarmakas verkningsmekanismer”.
1984: Ulf Lindahl, ”för hans studier av heparin vilka har lett till framställning av nya och effektivare läkemedel”.
1984: Per Hedqvist, ”för studier över frisättning av signalsubstanser och över mekanismerna för utlösning av allergiska och inflammatoriska reaktioner”.
1983: Bo Hellman, ”för hans betydelsefulla forskning över bukspottkörtelns hormonsekretion och över experimentell diabetes”.
1983: Curt von Euler, ”för upptäckter rörande den centrala regleringen av andningen”.
1982: Torsten Krakau, ”för hans bidrag till lindring av glaukomsjukdomen”.
1981: Åke Flock, ”för hans viktiga bidrag till kunskapen om innerörats funktion speciellt med avseende på överföringsfunktionerna his sinnescellerna”.
1980: Jörgen Lehmann, ”för hans upptäckter av paraaminobenzoesyrans (PAS) betydelse i behandlingen av tuberkulösa sjukdomar och införandet av dikumarol för den profylaktiska behandlingen av tromboser”.
1979: Kjell Fuxe, tillsammans med Tomas Hökfelt, ”för deras forskningar över centrala nervsystemets funktioner, speciellt de centrala monoaminneironens biologi”.
1978: Sven Rubarth, ”för hans inom hundmedicinen banbrytande arbeten av den smittosamma leversjukdomen, hepatitis contagiosa canis eller ”Rubarths disease””.
1977: Jan Holmgren, ”för hans forskningsinsatser rörande koleratoxinets struktur och funktion”.
1976: Kerstin Hall, tillsammans med Lars Terenius, ”för upptäckten av fysiologiska polypeptider med affinitet till specifika receptorer”.
1975: Lars Leksell, ”för utarbetande av stereotekniska metoder för ingrepp i centrala nervsystemet”.